# ジェイミー・マルキ
ジェイミー・マルキ（Jamie Marchi、1977年10月8日 - ）は、アメリカ合衆国テネシー州ノックスビル出身の女性声優、アシスタントディレクター、脚本家。
オクラホマ大学卒業。ファニメーションやセンタイ・フィルムワークスが制作・配給する日本アニメの英語版作品に出演するほか、脚本執筆、アシスタントディレクターを務めている。

## 人物
ヴィック・ミニョーニャからセクハラを受けた一人と公言している。

## 出演作品

### テレビアニメ
2003年
- フルーツバスケット（皆川素子）
- 幽☆遊☆白書（樹里）

2004年
- キディ・グレイド（女教師）
- 名探偵コナン（四井麗花）

2005年
- 爆裂天使（メグ）

2006年
- 魔法先生ネギま!（2006年 - 2008年、早乙女ハルナ）- 2シリーズ
- クレヨンしんちゃん（上尾ますみ）
- BLACK CAT（リンスレット＝ウォーカー）

2007年
- ツバサ・クロニクル（2007年 - 2008年、嵐） - 2シリーズ
- 涼風（羽柴美紀）
- ウィッチブレイド（天羽雅音）

2008年
- SHUFFLE!（時雨亜麻）
- CLAYMORE（ヘレン）
- xxxHOLiC（凛）
- ONE PIECE（2008年 - 2015年、門下生、ミス・バレンタイン、コバト、ビクトリア・シンドリー）

2009年
- 狼と香辛料（クロエ）
- ケロロ軍曹（日向秋）
- ドルアーガの塔 シリーズ（2009年 - 2010年、ファティナ） - 2シリーズ
- BLASSREITER（アマンダ・ウェルナー）

2010年
- ソウルイーター（リズ・トンプソン）
- ストライクウィッチーズ（2010年 - 2012年、シャーロット・E・イェーガー） - 2シリーズ
- 戦国BASARA（2010年 - 2016年、まつ） - 3シリーズ
- セキレイ（2010年 - 2012年、鈿女） - 2シリーズ

2011年
- 鋼の錬金術師 FULLMETAL ALCHEMIST（レベッカ・カタリナ）
- バカとテストと召喚獣（2011年 - 2013年、霧島翔子）- 2シリーズ
- FAIRY TAIL（2011年 - 2019年、カナ・アルベローナ） - 3シリーズ
- カオス;ヘッド -CHAOS;HEAD-（星来オルジェル）
- ロザリオとバンパイア（猫目静） - 2シリーズ
- そらのおとしもの（2011年 - 2012年、五月田根美香子） - 2シリーズ

2012年
- 海月姫（稲荷翔子）
- 伝説の勇者の伝説（ミルク・カラード）
- デッドマン・ワンダーランド（興緒唐子）
- パンティ&ストッキングwithガーターベルト（アナーキー・パンティ）
- フリージング（2012年 - 2015年、ラナ＝リンチェン） - 2シリーズ

2013年
- 灼眼のシャナIII-Final- (ヒルデガルド）
- とある科学の超電磁砲（2013年 - 2020年、婚后光子） - 3シリーズ
- 未来日記（美神愛〈7th〉）
- エウレカセブンAO（レベッカ・ハルストレム）
- ハイスクールD×D（2013年 - 2018年、リアス・グレモリー） - 4シリーズ
- ラストエグザイル-銀翼のファム-（リリアーナ・イル・グラツィオーソ・メルロー・トゥラン）
- さんかれあ（左王子蘭子）
- マケン姫っ!（2013年 - 2016年、雨渡穣華） - 2シリーズ
- ギルティクラウン（倉知）

2014年
- とある魔術の禁書目録II（婚后光子）
- PSYCHO-PASS サイコパス（スプーキーブーギー / 菅原昭子）
- ヨルムンガンド PERFECT ORDER（ヘックス）
- 進撃の巨人（2014年 - 2019年、アンカ・ラインベルガー） - 4シリーズ
- デート・ア・ライブ（2014年 - 2019年、山吹亜衣）- 3シリーズ
- RDG レッドデータガール（三田春菜）
- はたらく魔王さま！（千穂の母親）
- スペース☆ダンディ（ヨーコ）
- 曇天に笑う（錦）

2015年
- デス・パレード（黒髪の女）
- 暗殺教室（2015年 - 2016年、速水凛香） - 2シリーズ
- ローリング☆ガールズ（執行玖仁子）
- ソウルイーターノット!（リズ・トンプソン）
- ユリ熊嵐（百合ヶ崎るる）
- ダンガンロンパ 希望の学園と絶望の高校生 THE ANIMATION（江ノ島盾子）
- Free!（2015年 - 2018年、松岡江） - 3シリーズ
- ミカグラ学園組曲（御神楽星鎖）
- 電波教師（鬼頭ミホ）
- selector infected WIXOSS（2015年 - 2016年、蒼井晶） - 2シリーズ
- ノラガミ（梅雨） - 2シリーズ
- 極黒のブリュンヒルデ（黒羽寧子)
- 悪魔のリドル（犬飼伊介)
- GANGSTA.（ジンジャー)
- 健全ロボ ダイミダラー（友寄もり子)
- ヘヴィーオブジェクト（レンディ＝ファロリート）

2016年
- 赤髪の白雪姫（木々・セイラン） - 2シリーズ
- 残響のテロル（ハイヴ）
- BROTHERS CONFLICT（朝日奈美和）
- 灰と幻想のグリムガル（バルバラ）
- ディバインゲート（トリスタン）
- 東京ESP（ペリコ）
- Dimension W（百合崎セイラ）
- 牙狼〈GARO〉 -炎の刻印-（娼婦）
- 僕のヒーローアカデミア（2016年 - 2018年、Mt.レディ〈岳山優〉） - 3シリーズ
- ラブライブ!サンシャイン!!（2016年 - 2018年、小原鞠莉） - 2シリーズ
- 下ネタという概念が存在しない退屈な世界（華城綾女）
- チア男子!!（晴希の母）
- はんだくん（肉食女子 白）
- パズドラクロス（ヘリオット）
- ダンガンロンパ3 -The End of 希望ヶ峰学園- 未来編 / 絶望編（江ノ島盾子、戦刃むくろ） - 2シリーズ
- アクエリオンロゴス（海凪蘭子）
- 競女!!!!!!!!（氏部凪）
- TRICKSTER -江戸川乱歩「少年探偵団」より-（中村奈緒）
- ねじ巻き精霊戦記 天鏡のアルデラミン（ナナク・ダル）
- ナンバカ（監督）
- 斉木楠雄のΨ難（斉木楠子）

2017年
- 小林さんちのメイドラゴン（ルコア）
- 亜人ちゃんは語りたい（小鳥遊ひまり）
- 政宗くんのリベンジ（小岩井成乃）
- ACCA13区監察課（ラルース）
- チェインクロニクル 〜ヘクセイタスの閃〜（セリーヌ）
- VALKYRIE DRIVE -MERMAID-（レディー・J）
- 終末なにしてますか? 忙しいですか? 救ってもらっていいですか?（ナイグラート）
- 月がきれい（園田涼子）
- 艦隊これくしょん -艦これ-（高雄）
- ドラゴンボール改（イダーサの母）
- 恋愛暴君（ティアラ）
- モンスターハンター ストーリーズ RIDE ON（ティティ）
- sin 七つの大罪（立花珠江）
- 徒然チルドレン（梶亮子の母）
- サクラクエスト（柊聖美）
- 異世界食堂（ナレーション）
- はじめてのギャル（八女ゆかな）
- 宇宙パトロールルル子（ミドリ）
- 妹さえいればいい。（可児那由多）
- アニメガタリズ（赤羽椿）
- タブー・タトゥー（リサ・ラブロック）
- Code:Realize 〜創世の姫君〜 （ギネヴィア）

2018年
- ポプテピピック（ピピ美〈第3話Aパート〉）

2019年
- フルーツバスケット（皆川素子）
- ストライクウィッチーズ 501部隊発進しますっ!（シャーロット・E・イェーガー）

2020年
- プランダラ（シャロウ）

### OVA
2007年
- 爆裂天使-INFINITY-（メグ）

2008年
- ネギま!? 春スペシャル!? / 夏スペシャル!?（早乙女ハルナ） - 2作品

2010年
- Mnemosyne-ムネモシュネの娘たち-（ミミ）

2013年
- 異世界の聖機師物語（メザイア・フラン）
- バカとテストと召喚獣 〜祭〜（霧島翔子）

2016年
- 黒執事 Book of Murder（アイリーン・ディアス）

2017年
- コードギアス 亡国のアキト（マリア・シャイング、クロエ・ウィンケル）
- 未来日記リダイヤル（美神愛）

### Webアニメ
2010年
- ヘタリアシリーズ（2010年 - 2016年、ナレーション） - 6シリーズ

2017年
- 殺せんせーQ!（速水凛香）

### 劇場版アニメ
2004年
- ドラゴンボールZ 銀河ギリギリ!!ぶっちぎりの凄い奴（オッカネー・マネー）

2012年
- 蒼穹のファフナー HEAVEN AND EARTH（西尾里奈）

2013年
- 劇場版 そらのおとしもの 時計じかけの哀女神（五月田根美香子）
- 劇場版 FAIRY TAIL 鳳凰の巫女（カナ・アルベローナ）
- おおかみこどもの雨と雪（堀田の奥さん）

2015年
- 劇場版 とある魔術の禁書目録 -エンデュミオンの奇蹟-（婚后光子）

2016年
- ストライクウィッチーズ 劇場版（シャーロット・E・イェーガー）
- ハーモニー（霧慧トァン）

2018年
- 劇場版 暗殺教室 365日の時間（速水凛香）
- Free!シリーズ（松岡江） - 3作品

2020年
- ラブライブ!サンシャイン!! The School Idol Movie Over the Rainbow（小原鞠莉）